# Jerzy Wysocki (dziennikarz)
Jerzy Zygmunt Wysocki (ur. 16 lipca 1962 w Warszawie) – polski dziennikarz, wydawca, przedsiębiorca w branży public relations.

## Życiorys
Absolwent Wydziału Filozofii na Uniwersytecie Kardynała Stefana Wyszyńskiego w Warszawie. 
W latach 80. działacz opozycji demokratycznej, uczestnik strajków studenckich i robotniczych i dziennikarz pism podziemnych (m.in.  tygodnik „Wola”). Działacz Niezależnego Zrzeszenia Studentów (1981-1987), członek komitetu organizacyjnego i sprawozdawca prasowy obrad „Okrągłego Stołu” (1989). 
Współzałożyciel Forum Prawicy Demokratycznej (1990), działacz Kongresu Liberalno-Demokratycznego (1991–1994). Dziennikarz i publicysta tygodnika „Ład” (1987–1991), tygodnika „Spotkania” (1991), tygodnika „Młoda Polska” (1990). Zastępca redaktora naczelnego "Życia Warszawy" (1991-1996). Prezes zarządu Domu Wydawniczego „Wolne Słowo” S.A., wydawcy dziennika „Życie” (1996-2001), prezes zarządu Agencji Reklamowej „Życie” (1998–2001).
Od 2001 dyrektor generalny Business & Media Consulting, partner w AM Art-Media Agencja PR.
Autor książek „Głos cynika. Terapia liberalna" i "Głos liberała. Epoka homo plus". Publikuje na portalach Wprost, Warsaw Enterprise Institute i Obserwator Gospodarczy. W 2011 roku odznaczony Krzyżem Kawalerskim Orderu Odrodzenia Polski.